# Senkamanisken
Senkamanisken fou un rei cuixita de Napata emparentat amb la dinastia XXV d'Egipte. Successor d'Altanersa. Va governar del 643 al 623 aC. Fou el pare dels reis Aspelta i Anlamani (el seu successor). Fou enterrat a Nuri.